# Albrecht Blarer
Albrecht Blarer (* im 14. Jahrhundert in Konstanz; † 7. April 1441) auf der Küssaburg. Er war von 1407 bis 1410 rechtmäßig gewählter Bischof von Konstanz. Die Weihe erlangte er jedoch nicht.

## Leben
Der 1379 erstmals erwähnte Albrecht Blarer stammte aus einer Konstanzer Tuchhändler- und Patrizierfamilie. Seine Eltern waren Albrecht und Adelhaid Blarer. Ihre Vorfahren stammten aus St. Gallen und waren dort bereits begüterte Kaufleute, die mit Leinen handelten. 1385–1386 war er Domherr in Konstanz und studierte in Prag. Er war von 1397 bis 1407 Dompropst, 1406 bis 1407 und 1417 bis 1422 Propst von St. Stephan in Konstanz und von 1431 bis 1441 Domkustos in Konstanz.
Nach dem Tod Marquard von Randeggs wurde er zum Bischof von Konstanz gewählt und am 18. April 1407 von Papst Gregor XII. bestätigt. Die Regalien erhielt er am 23. März 1408.
Er schloss mit Herzog Friedrich IV. von Österreich, der Stadt Konstanz und der schwäbischen Ritterschaft ein Bündnis gegen Appenzell, das 1408 in der Schlacht bei Bregenz besiegt wurde. Unter Albrecht verbesserte sich die finanzielle Lage des Bistums. Nach der Wahl Alexanders V. wechselte er von der römischen zur Pisaner Obödienz.
Seit 1409 verhandelte er mit Markgraf Rudolf III. von Hachberg-Sausenberg und dessen Sohn Otto von Hachberg über die Überlassung des Bistums gegen eine Entschädigung. 1410 trat er freiwillig zurück und Otto folgte ihm als Bischof. Von seinem Nachfolger erhielt er im Juli 1410 eine feststehende Summe in Geld, jährlich Korn, Hafer und sechs Fuder Meersburger Wein sowie ein Wohnrecht auf der Küssaburg, wo er als Pfaffe Albrecht bis zum Lebensende verblieb, bewilligt. Im Alter wurde er blind und litt unter Depressionen. Ab 1429 hauste er gemeinsam mit Bilgeri von Heudorf, der seinen Sitz auf der Burg nahm.

## Angehörige weiterer Familienzweige
- Jakob Christoph Blarer von Wartensee
- Johann Jakob Blarer von Wartensee